# IC 1545
IC 1545 — галактика типу E (еліптична галактика) у сузір'ї Андромеда.
Цей об'єкт міститься в оригінальній редакції індексного каталогу.